# Laymont
Laymont (gaskognisch: Laimont) ist eine französische Gemeinde mit 230 Einwohnern (Stand 1. Januar 2022) im Département Gers in der Region Okzitanien (vor 2016 Midi-Pyrénées). Sie gehört zum Kanton Val de Save und zum Arrondissement Auch. Die Einwohner werden Laymontois genannt.

## Lage
Laymont liegt etwa 39 Kilometer südwestlich von Toulouse. Das Gemeindegebiet wird vom Flüsschen Lieuze durchquert. Umgeben wird Laymont von den Nachbargemeinden Montégut-Savès im Nordwesten und Norden, Saint-Loube im Norden, Forgues im Nordosten, Monès im Osten, Le Pin-Murelet im Südosten und Süden, Montpézat im Süden sowie Saint-Lizier-du-Planté im Westen.

## Bevölkerungsentwicklung
| Jahr                       | 1962 | 1968 | 1975 | 1982 | 1990 | 1999 | 2006 | 2011 | 2020 |
| Einwohner                  | 263  | 254  | 218  | 210  | 199  | 216  | 206  | 200  | 219  |
| Quellen: Cassini und INSEE |      |      |      |      |      |      |      |      |      |

## Sehenswürdigkeiten

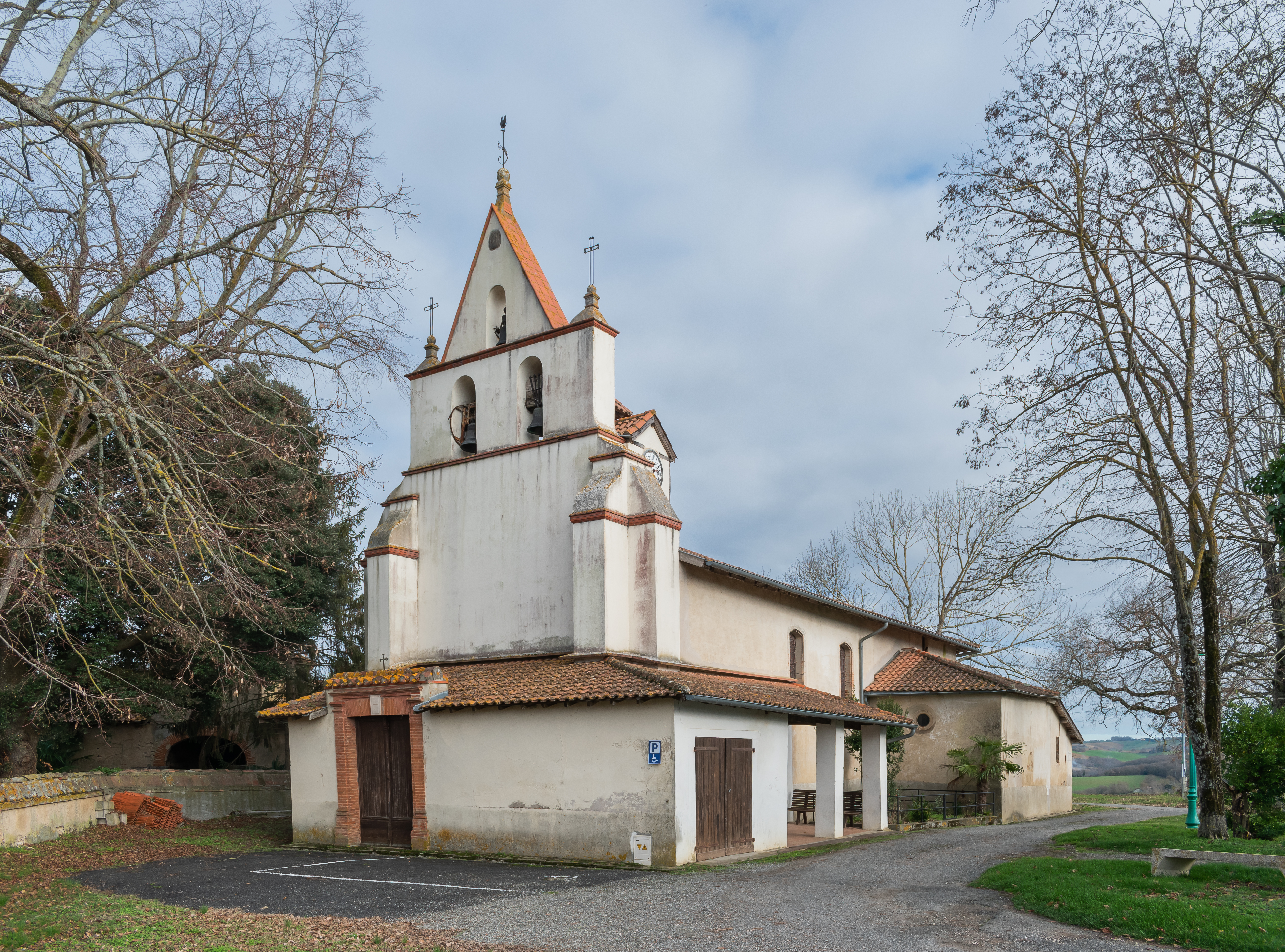
Kirche Saint-Martin
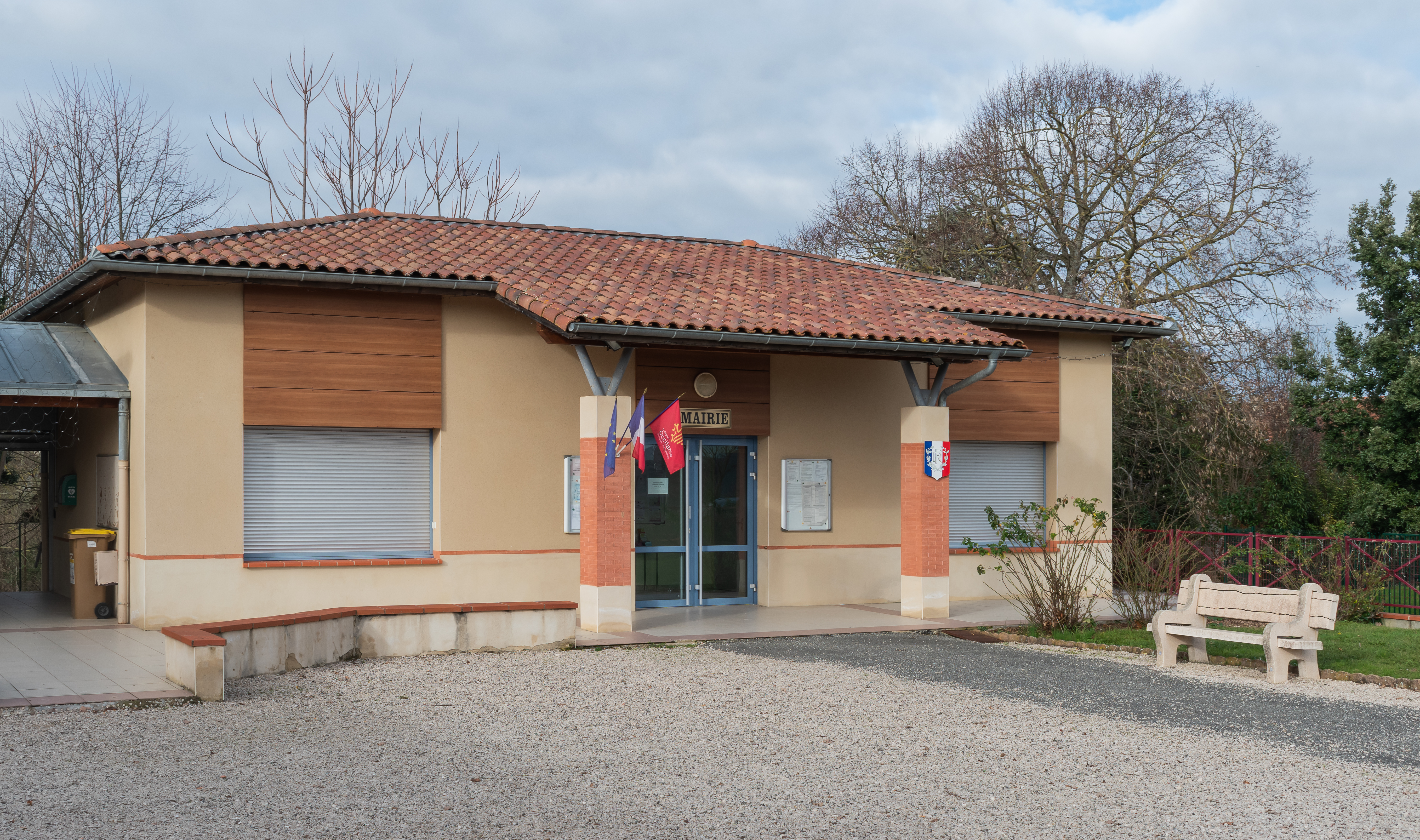
Rathaus Laymont

- Kirche Saint-Martin
- Rathaus Laymont